# Sprengkraft
Sprengkraft ist eine Bezeichnung für die Zerstörungswirkung eines Sprengstoffes. Oft wird sie als TNT-Äquivalent angegeben. Korrekturfaktoren berücksichtigen die unterschiedliche Brisanz. Beispielsweise ist die Energiedichte von Holz viermal so groß wie die von TNT, aber die Reaktionsgeschwindigkeit ist äußerst gering.
Je höher die Druckdifferenzen in der Luft, die eine Sprengung verursacht, desto höher sind die zu erwartenden Schäden:
- 3 mbar: Schalldruckpegel höher als Schmerzgrenze von 140 dB
- 10 mbar: Schäden an Fensterscheiben
- 35–70 mbar: Zerspringen von Fensterscheiben
- 50 mbar: Obergrenze für reversible Schäden an Lebewesen
- 70 mbar: Schäden an Häusern
- 140 mbar: Einsturz von Dächern
- 170 mbar: Trommelfellriss bei 1 % der exponierten Personen
- 200 mbar: Schwere Schäden an Stahlkonstruktionen (Hochhäusern)
- 490 mbar: Umwerfen von PKW
- 700 mbar: Einsturz von Wohnhäusern, Lungenriss
- 1400 mbar: Völlige Zerstörung
- 2000 mbar: Tod durch direkte Druckwirkung bei 99 % der Betroffenen

Die Abschätzung der Reichweite s einer Sprengung mit der Sprengkraft M, bei der noch eine Druckdifferenz P gemessen wird, erfolgt nach:
{\displaystyle s(P)=M^{\frac {1}{3}}\cdot \exp \left(0{,}9267-0{,}5112\cdot \ln(P)+0{,}0398\cdot (\ln(P))^{2}\right)}
mit: s = Reichweite in m; P = Druckdifferenz in bar; M = TNT-Massenäquivalente in kg
10 Tonnen TNT erzeugen in einem Radius von ca. 100 m eine Druckdifferenz von mehr als 350 mbar. 1 kg TNT verwüstet einen Umkreis von ca. 5 m mit mehr als 280 mbar Druckdifferenz. Die 1945 über Hiroshima abgeworfene Atombombe Little Boy besaß eine Sprengkraft von 13.000 Tonnen TNT. Die größte menschengemachte Explosion, verursacht durch die Zar-Bombe, hatte eine Sprengkraft von 57 Millionen Tonnen TNT.